# بيرانتيل باموات
بيرانتيل باموات Pyrantel pamoate (الولايات المتحدة تحت دستور الأدوية) أو بيرانتيل إمبونات (تحت دستور الأدوية الأوروبي)، ويستخدم كعامل للتخلص من الديدان في علاج الديدان الخطافية (كل الأنواع) و ديدان ( الصفر الخراطيني ، المعروف أيضا باسم ascarids في البشر) في الحيوانات المستأنسة مثل الخيول والأبقار والأغنام والخنازير والقطط والكلاب، والعديد من الأنواع الأخرى. بل هو مزيج من بيرانتل و حمض بامويك. بعض شركات الأدوية تزدوج بيرانتل باموات   مع برازيكوانتل بالنسبة الدودة الشريطية، وأحيانا febantel عن الديدان السوطية  من أجل توفير علاج أكثر اكتمالا عن الطفيليات المعوية في جرعة واحدة.

## الاستخدام الطبي
- علاج بعض الالتهابات المسببة بالديدان (كالأقصورات والممسودات)
- بيرانتيل باموات هو دواء مضاد للديدان. يعمل على شلّ الجهاز العصبي للديدان المعوية لتعبر مع البراز.
- لا يستحدم بيرانتيل باموات في حال:
  - التحسس من مكوناته.
  - وجود مشاكل كبدية.
- يجب التواصل مع الطبيب أو مزود العناية الطبية في حال حصول شيء من هذه الأمور.

## المحاذير
قبل استخدام بيرانتيل باموات:
قد تحصل تداخلات دوائية مع بيرانتيل باموات. يجب إخبار الطبيب في حال:
- الحمل أو التخطيط للحمل، أو الإرضاع.
- تناول أدوية بوصفة طبية أو بدون وصفة، أو مستحضرات عشبية، أو مكملات غذائية.
- التحسس لأدوية أو أطعمة أو مواد أخرى.
- عند وجود ديدان لدى المريض غير الأقصورات.
- وجود آخرين في نفس المنزل لديهم أقصورات.
- قد تتداخل بعض الأدوية مع بيرانتيل باموات، لذلك يجب إخبار الطبيب أو مزود العناية الصحية، خاصة لدى تناول البيبيرازين لأنه ينقص من فعالية البيرانتيل باموات.

## كيفية استخدام بيرانتيل باموات
- يمكن استخدامه على معدة فارغة أو ممتلئة بالطعام أو الحليب أو العصير.
- استخدام ملابس داخلية ضيقة ليلاً نهاراً خلال تناول البيرانتيل باموات.
- استخدام ملابس داخلية ضيقة ليلاً نهاراً خلال تناول البيرانتيل باموات.
- عند نسيان تناول هذه الجرعة الواحدة، يجب تناولها عند التذكر.[3]

## الآثار الجانبية
- هضمية: تتضمن الغثيان والإقياء والإسهال والمغص.
- جلدية: شرى جلدي.
- كبدية: زيادة عابرة في قيم أنزيمات الكبد.
- عصبية: دوار ونعاس وخمول وصداع.[4]

## الجرعة والإعطاء

### الإعطاء الفموي
يعطى فموياً، وقد يعطى دون أخذ الوجبات بعين الاعتبار، وقد يمزج مع الحليب أو عصير الفواكه.
يخض المعلق الفموي جيداً قبل الاستعمال.
لا يجب اتباع حميات معينة أو الصيام أو إفراغ الأمعاء قبل استخدامه.

### الجرعة
تم التعبير عن الجرعة استناداً إلى البيرانتيل

#### المرضى الأطفال
- داء السرميات

فموياً
11مغ/كغ كجرعة وحيدة، تكرر بعد أسبوعين
- عداوى الأنكلستوما المعوية

-الأنكلستوما الأثناعشرية أو الفتاكة الأمريكية
فموياً
11مغ/كغ مرة يومياً لمدة ثلاثة أيام
- المحبة للحمض: الالتهاب المعوي القولوني المسبب بالأنكلستوما الكلبية

فموياً
11مغ/كغ يومياً لمدة ثلاثة أيام
- داء الأسطوانيات الشعرية

فموياً
11مغ/كغ كجرعة وحيدة
- عداوى الطوقانة

فموياً
11مغ/كغ كجرعة وحيدة، تكرر مرتين ويترك فاصل أسبوعين بين كل جرعتين من هذه الجرع الثلاث

#### البالغون
- داء السرميات

فموياً
11 مغ/كغ كجرعة وحيدة، تكرر بعد أسبوعين
- عداوى الأنكلستوما المعوية

-الأنكلستوما الأثناعشرية أو الفتاكة الأمريكية
فموياً
11مغ/كغ مرة يومياً لثلاثة أيام
- المحبة للحمض: الالتهاب المعوي الكولوني المسبب بالأنكلستوما الكلبية

فموياً
11مغ/كغ مرة يومياً لثلاثة أيام
- داء الأسطوانيات الشعرية

فموياً
11مغ/كغ كجرعة وحيدة
- عداوى الطوقانة

فموياً
11مغ/كغ كجرعة وحيدة، تكرر مرتين ويترك فاصل أسبوعين بين كل جرعتين من هذه الجرع الثلاث

### حدود الجرع الموصوفة
- المرضى الأطفال

الجرعة العظمى الوحيدة 1غ
- البالغون

الجرعة الوحيدة العظمى 1غ

## الحرائك الدوائية
- الامتصاص والتوافر الحيوي: ضعيف الامتصاص من السبيل المعدي المعوي، يصل للتركيز المصلي الأعظمي بعد 1 إلى 3 ساعات من تناول الجرعة.
- الإطراح والاستقلاب: يستقلب جزئياً في الكبد

معدل الإطراح
يطرح حوالي 50% من الجرعة بشكل غير متغير في البراز؛ يطرح 7% في البول بشكل غير متغير وكمستقلبات.

## التخزين
بعبوة محكمة مقاومة للضوء. <30°